# Miss Universo Nueva Zelanda
Miss Universo Nueva Zelanda (en inglés: Miss Universe New Zealand) es un concurso de belleza nacional en Nueva Zelanda. Se encarga de seleccionar a la representante del país para el concurso Miss Universo.

## Historia
En marzo de 2006, el concurso fue relanzado después de tres años de ausencia por Val Lott, la directora nacional del concurso. En diciembre de 2012, Lott perdió la licencia de Miss Universo.
En marzo de 2013, se anunció que el productor de televisión Nigel Godfrey, la maquilladora y entrenadora personal Evana Patterson y el editor de Lucire Jack Yan se harían cargo del concurso.
En abril de 2023, se anunció que Sophia y Troy Barbagallo, propietarios de la empresa que organiza el Miss Universo Australia, Pink Tank Events, adquirieron la licencia de Miss Universo para Nueva Zelanda y Singapur. Se esperaba que Nueva Zelanda regrese al concurso internacional en la edición de 2023 pero esto al final no sucedió por motivos desconocidos.
En 2024, la licencia de Miss Universo para el país fue otorgada a Josh Yugen un emprendedor filipino radicado en Dubái (Emiratos Árabes Unidos). Franki Russell fue coronada inicialmente como Miss Universo Nueva Zelanda. Sin embargo, Yugen PR and Talents decidió retirar su participación y renunciar a su licencia, alegando que no cumplieron con algunas pautas establecidas por la Organización Miss Universo. Finalmente, una nueva organización obtuvo la licencia y coronó a su representante en septiembre.

## Ganadoras
: Declarada como ganadora
     : Terminó como finalista
     : Terminó como una de las semifinalistas o cuartofinalistas
     : Terminó como ganadora de premios especiales
| Año                             | Región        | Miss Universo Nueva Zelanda | Posición en Miss Universo | Premios especiales | Notas |             |
| ------------------------------- | ------------- | --------------------------- | ------------------------- | ------------------ | --- | ----------- |
| 2025                            | Auckland      | Abbigail Sturgin            | Por competir              | Por competir       | |             |
| 2024                            | Auckland      | Victoria Vincent            | No clasificó              |                    | |             |
| 2024                            | Otago         | Franki Russell              | No compitió               | No compitió        | Dirección de Josh Yugen. |             |
| No compitió entre 2020 y 2023   |               |                             |                           |                    | |             |
| 2019                            | Auckland      | Diamond Langi               | No clasificó              |                    | Langi fue Top 16 en Miss Tierra 2017 representando a Tonga |             |
| 2018                            | Auckland      | Estelle Curd                | No clasificó              |                    | |             |
| 2017                            | Hawke's Bay   | Harlem-Cruz Atarangi Ihaia  | No clasificó              |                    | |             |
| 2016                            | Auckland      | Tania Pauline Dawson        | No clasificó              |                    | |             |
| 2015                            | Canterbury    | Samantha McClung            | No clasificó              | - Miss Fotogénica  | |             |
| 2014                            | Wellington    | Rachel Maree Millns         | No clasificó              |                    | |             |
| 2013                            | Auckland      | Holly Cassidy               | No clasificó              |                    | Dirección de Nigel Godfrey (Miss New Zealand Consortium Ltd.)                                                                                                  |             |
| 2012                            | Auckland      | Talia Bennett               | No clasificó              |                    | La ganadora original del concurso Avianca Böhm fue destituida al no lograr obtener la ciudadanía neozelandesa.                                                 |             |
| 2011                            | Wellington    | Priyani Puketapu            | No clasificó              |                    | |             |
| 2010                            | Auckland      | Ria van Dyke                | No clasificó              |                    | |             |
| 2009                            | Auckland      | Katie Taylor                | No clasificó              |                    | |             |
| 2008                            | Wellington    | Samantha Powell             | No clasificó              |                    | |             |
| 2007                            | Canterbury    | Laural Barrett              | No clasificó              |                    | |             |
| 2006                            | Auckland      | Elizabeth Gray              | No clasificó              |                    | Dirección de Val Lott |             |
| No compitió entre 2004 y 2005   |               |                             |                           |                    | |             |
| 2003                            | Wellington    | Sharee Adams                | No clasificó              |                    | |             |
| 2002                            | No compitió   | No compitió                 | No compitió               | No compitió        | No compitió | No compitió |
| 2001                            | Northland     | Kateao Nehua Jackson        | No clasificó              |                    | |             |
| 2000                            | Auckland      | Tonia Peachey               | No clasificó              |                    | |             |
| 1999                            | Auckland      | Kristy Wilson               | No clasificó              |                    | |             |
| 1998                            | Auckland      | Rosemary Rassell            | No clasificó              |                    | |             |
| 1997                            | Auckland      | Marina McCartney            | No clasificó (15.º lugar) |                    | |             |
| 1996                            | Auckland      | Sarah Brady                 | No clasificó              |                    | |             |
| 1995                            | Auckland      | Shelley Edwards             | No clasificó              |                    | |             |
| 1994                            | Auckland      | Nicola Brighty              | No clasificó              |                    | |             |
| 1993                            | Auckland      | Karly Kinnaird              | No clasificó              |                    | |             |
| 1992                            | Auckland      | Lisa Maree de Montalk       | Top 10                    |                    | Dirección de Dannis Brown. |             |
| No compitió entre 1990 y 1991   |               |                             |                           |                    | |             |
| 1989                            | Auckland      | Shelley Soffe               | No clasificó              |                    | |             |
| 1988                            | Auckland      | Lana Coc-Kroft              | No clasificó              |                    | |             |
| 1987                            | Auckland      | Ursula Kim Ryan             | No clasificó              |                    | |             |
| 1986                            | Auckland      | Christine Atkinson          | No clasificó              |                    | |             |
| 1985                            | Auckland      | Claire Glenister            | No clasificó              |                    | |             |
| 1984                            | Auckland      | Tania Clague                | No clasificó              |                    | |             |
| 1983                            | Auckland      | Lorraine Downes             | Miss Universo 1983        |                    | Miss Mount Maunganui 1983. Ganadora de la temporada 2 de la versión neozelandesa de Dancing with the Stars.                                                    |             |
| 1982                            | Auckland      | Sandra Helen Dexter         | No clasificó              |                    | |             |
| 1981                            | Auckland      | Donella Thomsen             | Top 12                    |                    | |             |
| 1980                            | Auckland      | Delyse Nottle               | Segunda finalista         | - Miss Fotogénica  | |             |
| 1979                            | Auckland      | Andrea Kake                 | No clasificó              |                    | Dirección de John Wansbrough Newspaper. |             |
| 1978                            | Auckland      | Jane Simmonds               | No clasificó              |                    | |             |
| 1977                            | Auckland      | Donna Anne Schultze         | No clasificó              |                    | |             |
| 1976                            | Auckland      | Janey Kingscote             | No clasificó              |                    | |             |
| 1975                            | Auckland      | Barbara Ann Kirkley         | No clasificó              |                    | |             |
| 1974                            | Auckland      | Dianne Deborah Winyard      | No clasificó              |                    | Cambio de marca como Organización Miss Universo Nueva Zelanda                                                                                                  |             |
| Organización Miss Nueva Zelanda |               |                             |                           |                    | |             |
| 1973                            | Auckland      | Pamela King                 | No clasificó              |                    | |             |
| 1972                            | Auckland      | Liv Hanche Olsen            | No clasificó              |                    | Miss Nueva Zelanda Universo 1972. Kristine Allan, Miss Nueva Zelanda 1972 no compitió por razones desconocidas.                                                |             |
| 1971                            | Auckland      | Linda Jane Ritchie          | No clasificó              |                    | |             |
| 1970                            | Auckland      | Glenys Elizabeth Treweek    | No clasificó              |                    | |             |
| 1969                            | Auckland      | Carole Robinson             | No clasificó              | - Miss Fotogénica  | |             |
| 1968                            | Auckland      | Christine Mary Antunovic    | No clasificó              |                    | |             |
| 1967                            | Auckland      | Pamela McLeod               | No clasificó              |                    | |             |
| 1966                            | Auckland      | Heather Gettings            | No clasificó              |                    | |             |
| 1965                            | Auckland      | Gay Lorraine Phelps         | No clasificó              |                    | |             |
| 1964                            | Auckland      | Lyndal Ursula Cruickshank   | No clasificó              |                    | |             |
| 1963                            | Auckland      | Regina Ellen Scandrett      | No clasificó              |                    | Miss Nueva Zelanda Universo 1963. Elaine Miscall, Miss Nueva Zelanda 1963 no compitió en Miss Universo sino en Miss Mundo; fue 1.ª finalista en el Miss Mundo. |             |
| 1962                            | Wellington    | Leslie Margaret Nichols     | Top 15                    |                    | Miss Nueva Zelanda Universo 1962 - La Miss Nueva Zelanda 1962 original fue Maureen Te Rangi Rere I Waho Kingi, quien no se presentó en Miss Universo 1962.     |             |
| 1961                            | Auckland      | Leonie Mains                | No compitió               | No compitió        | No compitió |             |
| 1960                            | Auckland      | Lorraine Nawa Jones         | No clasificó              |                    | Dirección de Joe Brown. |             |
| No compitió entre 1958 y 1959   |               |                             |                           |                    | |             |
| 1957                            | Auckland      | Arlenne Nesgitt             | No compitió               | No compitió        | No compitió |             |
| No compitió entre 1955 y 1956   |               |                             |                           |                    | |             |
| 1954                            | Bay of Plenty | Moana Manley                | No clasificó              |                    | Dirección de Auckland Star y NZ Truth Newspaper. |             |